# Myrcia laruotteana
Myrcia laruotteana é uma espécie de plantas da família das mirtáceas.